# Lorenzo Villalonga
Lorenzo Villalonga y Pons (Palma de Mallorca, 1 de marzo de 1897 - ibídem, 28 de enero de 1980) fue un escritor español, hermano del también escritor Miguel Villalonga. Escribió tanto en mallorquín como en castellano. Es considerado una de las figuras más importantes de la literatura en lengua catalana del siglo XX.

## Biografía

### Inicios
Nació en Palma de Mallorca el 1 de marzo de 1897. Hijo de militar, no quiso seguir los pasos de su progenitor, Miguel Villalonga y Muntaner, cosa que sí hicieron dos de sus hermanos, Guillermo y Miguel. Estudió Medicina en las facultades de Murcia, Barcelona, Madrid y Zaragoza, donde terminó la carrera, especializándose en Psiquiatría, en 1926. Ejerció como médico en Palma, primero en un consultorio privado, y más tarde en el Hospital Psiquiátrico de la ciudad.
Dos años antes de concluir sus estudios había comenzado a escribir artículos de prensa en el diario El Día, publicación de carácter liberal. Durante esta primera época de su carrera como escritor, se interesó por las vanguardias estéticas europeas, y muy especialmente por Marcel Proust, que tendría una influencia decisiva en su obra.
En 1931 publicó su primera novela, Mort de dama, en la que, con el pretexto de narrar la agonía de una dama de la aristocracia de la isla, satiriza la vida de la alta sociedad mallorquina de los años veinte. La novela, prologada por Gabriel Alomar, recibió duras críticas por parte del regionalismo mallorquín, especialmente de Miquel Ferrà y de Maria Antònia Salvà, molestos por las críticas a la Escuela Mallorquina, representada en la novela por la poetisa chueta Aina Cohen.
Durante estos años, su posición política anticatalanista le llevó a decantarse por el castellano como lengua de expresión literaria. Entre 1934 y 1936 fue director literario de la revista Brisas, en la que publicó cinco relatos breves, una pieza teatral, Silvia Ocampo, y el comienzo de otra novela, Madame Dillon, que no se publicaría en libro hasta 1937. Silvia Ocampo, Madame Dillon y la obra dramática Fedra (1932) conforman lo que Jaume Vidal Alcover denominó "ciclo de Fedra"; escritas inicialmente en castellano (aunque luego fueron traducidas al catalán por el propio autor), en todas ellas se dejan sentir los ecos de la relación que el autor mantuvo con la poeta cubana Emilia Bernal. En 1934 apareció también una recopilación de artículos en castellano beligerantes contra el catalanismo, titulada Centro.
Al producirse el levantamiento militar que dio origen a la Guerra civil, Villalonga optó por afiliarse a Falange Española, el partido fundado por José Antonio Primo de Rivera. Desde Palma escribió artículos y dio conferencias radiofónicas apoyando a los sublevados. Pocos meses después, el 19 de noviembre de 1936, contrajo matrimonio de conveniencia con una pariente lejana, María Teresa Gelabert Gelabert, natural de Binisalem.

### La posguerra.Bearn
El final de la guerra representó para Villalonga un tiempo de silencio. Sus publicaciones son escasas, sólo diez artículos entre 1942 y 1947, todos ellos aparecidos en el diario El Español. Desde 1947 reanudó sus colaboraciones de prensa, ahora con el diario Baleares, órgano oficial del régimen franquista, resultado de la fusión entre El Día y Falange.
En la década de 1950, Villalonga regresó al cultivo literario de su lengua materna. Mejoraron sus relaciones con los representantes del catalanismo en Mallorca, y en 1952 publicó, en catalán, La novel·la de Palmira. Dos años después apareció en Barcelona una nueva edición de su primera novela, Mort de dama; la reedición, sin embargo, fue motivo de conflictos con los correctores de estilo barceloneses.
Entre 1952 y 1954 escribió, también en catalán, la que se considera su obra más importante, Bearn o La sala de las muñecas. Aunque tenía previsto publicarla en dicha lengua, el autor cambió de opinión, molesto por las correcciones de estilo que pretendía imponer la barcelonesa Editorial Selecta, y la reescribió enteramente en castellano. Fue por lo tanto en esta lengua como se publicó por primera vez la novela, en 1956, en una tirada de solo mil ejemplares. Iba precedida de un texto de Camilo José Cela, titulado "Prólogo parabólico", que incomodó al autor porque en él se especulaba sobre su condición de judío. La versión en castellano de la novela no fue bien recibida ni por el público ni por la crítica. Optó sin resultado a dos de los premios literarios más importantes del momento, el Nadal y el Ciudad de Barcelona. 
En catalán, la obra no apareció hasta 1961, y fue solo entonces cuando consiguió verdadera repercusión. En 1963 fue recompensada con el Premio de la Crítica, y en una encuesta de Serra d'Or realizada el año siguiente se la citó como la segunda mejor novela de la literatura catalana, tras La plaza del Diamante, de Mercè Rodoreda. Actualmente, Bearn o La sala de las muñecas es uno de los clásicos de la literatura en esta lengua, y ha sido traducida a numerosos idiomas. Fue adaptada para la televisión en 1976, y al cine, por Jaime Chávarri, en 1983.
Se han señalado las semejanzas de Bearn o La sala de las muñecas con El gatopardo, del siciliano Giuseppe Tomasi di Lampedusa, dos años posterior (se publicó en 1958, después de la muerte de su autor), ya que ambas novelas se centran en el declive de la aristocracia rural del Antiguo Régimen. Villalonga conoció y estimó la novela de Lampedusa, que tradujo al catalán en 1962.

### Últimos años
A partir de los años sesenta, en su literatura fue cobrando una gran importancia el componente autobiográfico. Durante estos años destacan sus novelas L'àngel rebel (1961), Falses memòries de Salvador Orlan (1967), Les Fures (1967) y El misantrop (1972). No descuidó tampoco sus colaboraciones en la prensa, no solo de la isla (Diario de Mallorca), sino también en publicaciones barcelonesas, especialmente Destino y El Correo Catalán. Cierran su trayectoria literaria las novelas Andrea Victrix, obra futurista influida por Aldous Huxley, que fue galardonada con el Premio Josep Pla, y Un estiu a Mallorca, novelización de su obra teatral Silvia Ocampo.
Falleció en Palma de Mallorca el 28 de enero de 1980.

## Obra traducida al español
- Bearn o la sala de las muñecas.
- Disparates. Editorial Fundamentos, 2015. Serie Espiral. Traducción y edición Julio Escalada. ISBN:9788424513085
- Las comadrejas. Ediciones Invisibles, 2020. Colección Pequeños Placeres. Traducción Juan Carlos Gentile Vitale. ISBN:9788412100099

## Adaptaciones cinematográficas
Bearn o la sala de las muñecas. Estrenada en 1983, dirigida por Jaime Chávarri. Protagonizada por Amparo Soler Leal e Imanol Arias.

## Su obra
A lo largo de su vida escribió quince novelas, cinco libros de relatos, cinco volúmenes de teatro y más de mil quinientos artículos de prensa. La mayor parte de su obra es de póstuma publicación.
- Cuentos sintéticos, (El Día, 1924-1927).
- La catástrofe del hotel, (El Día, mayo-junio de 1926).
- Cuentos blancos, (El Día, febrero de 1928).
- Julieta Récamier (El Día, febrero-septiembre de 1931).
- Mort de dama (1931). Se publicaron ediciones posteriores en catalán y castellano.
- Diálogos socráticos, (El Día, septiembre-noviembre de 1931).
- Fedra (1932, 1954 y 1966), las dos primeras en castellano.
- Centro (1934), artículos periodísticos anticatalanistas y antirrepublicanos.
- Silvia Ocampo (1935, 1936; la primera en castellano). Última obra publicada en vida del autor.
- Dos conferencias sobre neurosis (1936).
- Madame Dillon (1937).
- Chateaubriand, el vizconde romántico (1944).
- Mallorca (1951), reedeitada cuatro veces y traducida a varias lenguas.
- La novela de Palmira (1952-1966)
- Cocktail a un vell palau (1955).
- Faust-Viatge a París de Minos i Amaranta (1947,1956,1997).
- Bearn o La sala de las muñecas (1956). En catalán Bearn o La sala de nines (1961). Numerosas ediciones y traducciones.
- El lledoner de la clastra (1958, 1966, 1986).
- Desenlace en Montlleó (1958,1971). En catalán, 1963 y 1990)
- L'àngel rebel (1961).
- Desbarats (1965).
- De fora Mallorca (1966).
- Falses memòries de Salvador Orlan (1967).
- Les fures (1967,1994).
- Baleares (1967), con fotografías de Nicolás Muller.
- La gran batuda (1968).
- El llumí i altres narracions (1968).
- La "Virreyna" (1969).
- La Lulú o la princesa que somreia a totes les conjuntures (1970).
- Poesía (1971).
- Dos "pastiches" proustianos (1971).
- Lulú regina (1972).
- El misantrop (1972).
- Narracions 1924-1973 (1974).
- La dama de l'harem (1974).
- Andrea Victrix (1974).
- Escola de neurosi (1979).
- Julieta Recamier i altres narracions (1980).
- Pousse-café (1986). Colección de textos publicados en Brisas.
- Tots els contes (1986).
- Els camins (1987).
- La bruixa i l'infant orat (1992). Novela póstuma incompleta.
- Relats (1996). Antología de narraciones elaborada por Joan Oleza.